# Catástrofes navales en Guipúzcoa

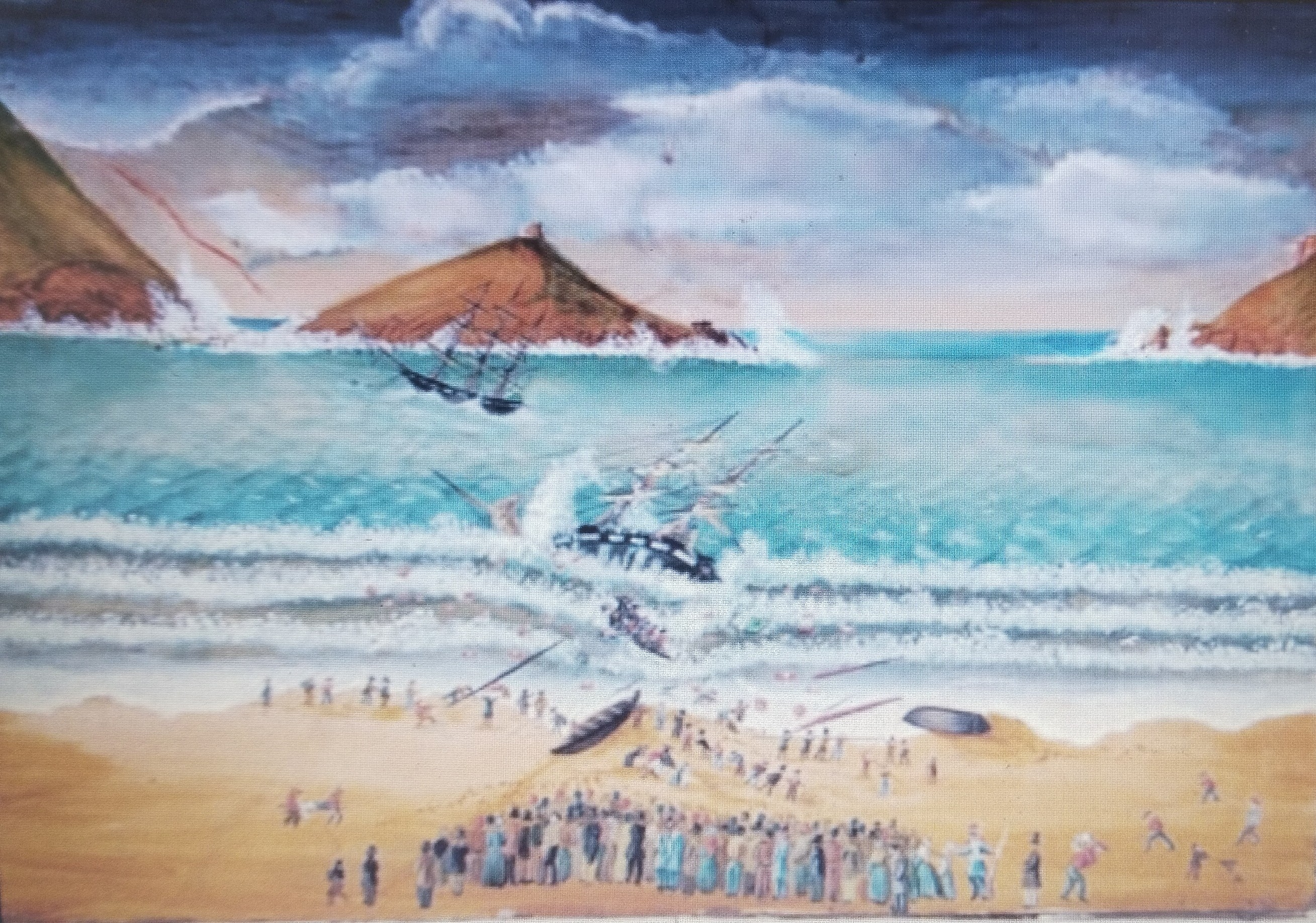
Naufragio del bergantín Felisa en San Sebastián. 1850

Las catástrofes navales en Guipúzcoa, territorio en el norte de España,  han sido una constante a lo largo de su historia al ser un territorio con una gran tradición marinera por su linde con el mar Cantábrico.
Las causas más frecuentes fueron  las temidas galernas del Cantábrico cuando no se disponía de medios de prevención y aviso a navegantes.
Sin embargo, las mayores catástrofes náuticas en Guipúzcoa fueron  el naufragio de la Armada Invencible con muchos guipuzcoanos a bordo el 20 de septiembre de 1588 en aguas Irlandesasy la invernada de 1576  que  sorprendió a los balleneros en Terranova quedando atrapados  en el hielo, donde fallecieron 300 marinos, la mayoría guipuzcoanos.

## Armada Invencible
Una tormenta desarrollada en aguas irlandesas debastó la flota que armó Felipe II para invadir Inglaterra. La denominada Armada Invencible contaba con 137 naves de las que aproximadamente la mitad zozobraron.
La escuadra guipuzcoana aportaba 14 naves con 616 personas de gente de mar y 1992 de gente de guerra. Era comandadas por el donostiarra Miguel de Oquendo.
Fallecieron cerca de 500 marinos guipuzcoanos, destacando 125 de San Sebastián, 56 de  Pasajes, 38 de Rentería, 36 de Oyarzun, 29 de Tolosa, 27 de Irún,  22 de Hernani, 18 de Deva, 17 de Motrico,15 de Zumaya, 14 de Guetaria, 14 de Azpeitia,  12 de Usúrbil,  11 de Orio, 10 de Zarauz o 9 de Fuenterrabía entre otros.
Fue el mayor desastre naval guipuzcoano.
Hubo otros desastres bélicos marinos como  la fracasada expedición organizada por la Corona para explorar el estrecho de Magallanes donde  tomaron parte un crecido número de donostiarras. De las dos naves armadas en el puerto de San Sebastián para esta empresa, una de ellas, la que iba al mando del capitán Martín de Arriola, se hundió en las costas de Brasil con 120 hombres a bordo, pereciendo muchos vecinos de San Sebastián.

## Galernas
La galerna es un fenómeno meteorológico que produce un temporal súbito y violento que afecta al mar fundamentalmente en el mar cantábrico.
A partir del siglo  XX  las predicciones meteorológicas, las comunicaciones  así como la propulsión a vapor minimizaron  los riesgos de naufragios sin llegar nunca a desaparecer.
La faena se solía desarrollar a unas 10  millas de la costa para la pesca de anchoa, bonito o besugo pero lo súbito  de la galerna hacía que las endebles traineras propulsadas a remo fueran pasto de naufragios.
Algunas galernas destacadas fueron las siguientes:
1873: Se perdieron unas 10 embarcaciones en Guipúzcoa
1878: Galerna del Sábado de Gloria producida el 20 de abril  fue la más devastadora que se conoce. Entre Vizcaya y Guipúzcoa fallecieron 190 pescadores, 5 de ellos de San Sebastián..
Ese día toda la población pescadora se agolpaba en los puertos y acantilados viendo cómo sus familiares intentaban ganar la costa a bordo de las traineras
Otra galerna con víctimas  fue el 10 de agosto de 1912.
Otras galernas destacables se sucedieron en 1914, 1961, 1987 y 2002. 

## Otras tragedias
Es destacable la acción heroica del  donostiarra   José María Zubía también llamado  llamado Aita Mari.

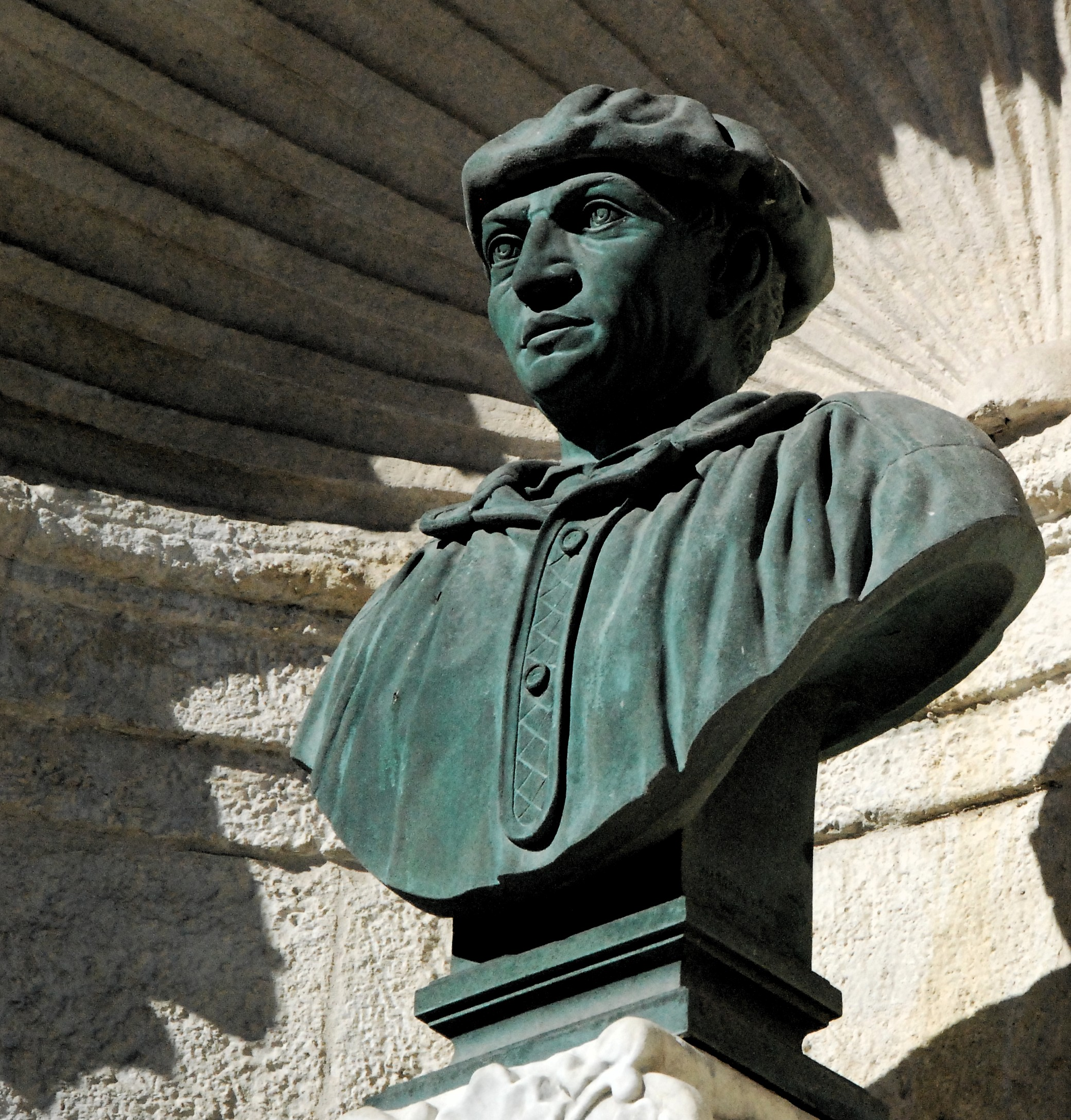
Aita Mari

Con su embarcación a remo, siempre estaba dispuesta para ayudar a náufragos como pasó  el 22 de julio de 1861 cuando una galerna se levantó súbitamente en la costa guipuzcoana. Desde la ciudad se vio como una lancha había naufragado y cuatro de sus tripulantes se debatían entre la vida y la muerte. Nadie se atrevió a salir a socorrerlos. Entonces, Zubía formó un bote con nueve voluntarios y se lanzó al rescate de los marineros de la lancha San José. El bote patroneado por Aita Mari logró rescatar a los tres tripulantes del barco que lograron aguantar hasta que llegó el rescate. 
El 9 de enero de 1866 se desató otra  súbita tormenta y Zubía partió del puerto de San Sebastián en su embarcación para rescatar a unos pescadores de una chalupa de Guetaria que trataba de entrar en la bahía de la Concha entre la isla y el monte Urgull. Cuando había logrado poner a salvo en su bote a todos los náufragos, un golpe de mar le arrastró y desapareció para siempre. La muerte de Zubía ocurrió ante numerosa gente que presenciaba el rescate desde la costa. Ese día fallecieron muchos pescadores en el Cantábrico.
A pesar de las mejoras técnicas y de prevención, el riesgo nulo no existe como se pudo ver el 28 de diciembre de 1998 con el hundimiento del Carreira, con base en Pasajes,  que zozobró entre el  9 y 10 de enero de 1996 en el Canal de La Mancha con diez tripulantes a bordo. Se hundió sin dejar rastro.
En el año 1952, en la barra de Orio  naufragó un pesquero con 14 tripulantes a bordo. Se ahogaron cinco.
Otra desgracia ocurrió con el Marrero con base en Pasajes. Era un barco palangrero que en la madrugada del 20 de diciembre de 1998, haciendo la campaña de Navidad,  fue sorprendido por una tormenta arbolada de fuerza 8 con olas de hasta 14 metros provocando su rápido hundimiento con 8 tripulantes a bordo, sin supervivientes.

## Conclusiones
El mayor número de fallecidos en la mar a lo largo de la historia de Guipúzcoa fueron los pescadores a los que cíclicamente  una galerna afectaba a sus endebles chalupas. En el curso de cualquier temporal, si  embarcaba una ola, se anegaban e iban a pique sin remedio.
No hay que olvidarse de los pescadores que acudían a Terranova entre los siglos XVI y XVIII con una gran mortalidad, especialmente en el invierno de 1576 - 1577.
Otros marinos Guipuzcoanos con muchas bajas en sus actividades fueron exploradores, comerciantes con América y Extremo Oriente,  conquistadores, militares, misioneros etc.